# Suukarrat
Suukarrat är en ö i Finland. Den ligger i Bottenhavet och i kommunen Pyhäranta i den ekonomiska regionen  Nystadsregionen i landskapet Egentliga Finland, i den sydvästra delen av landet. Ön ligger omkring 83 kilometer nordväst om Åbo och omkring 220 kilometer väster om Helsingfors.
Öns area är 0,5 hektar och dess största längd är 110 meter i sydväst-nordöstlig riktning.